# Harring Sogn
Harring Sogn er et sogn i Sydthy Provsti (Aalborg Stift).
I 1800-tallet var Stagstrup Sogn anneks til Harring Sogn. Begge sogne hørte til Hassing Herred (Thisted Amt). Harring-Stagstrup sognekommune blev ved kommunalreformen i 1970 indlemmet i Thisted Kommune.
I Harring Sogn ligger Harring Kirke.
I sognet findes følgende autoriserede stednavne:
- Harring (bebyggelse, ejerlav)
- Harring Hede (bebyggelse)
- Trædholm (bebyggelse)
- Øland Mark (bebyggelse)